# Padalec zwyczajny

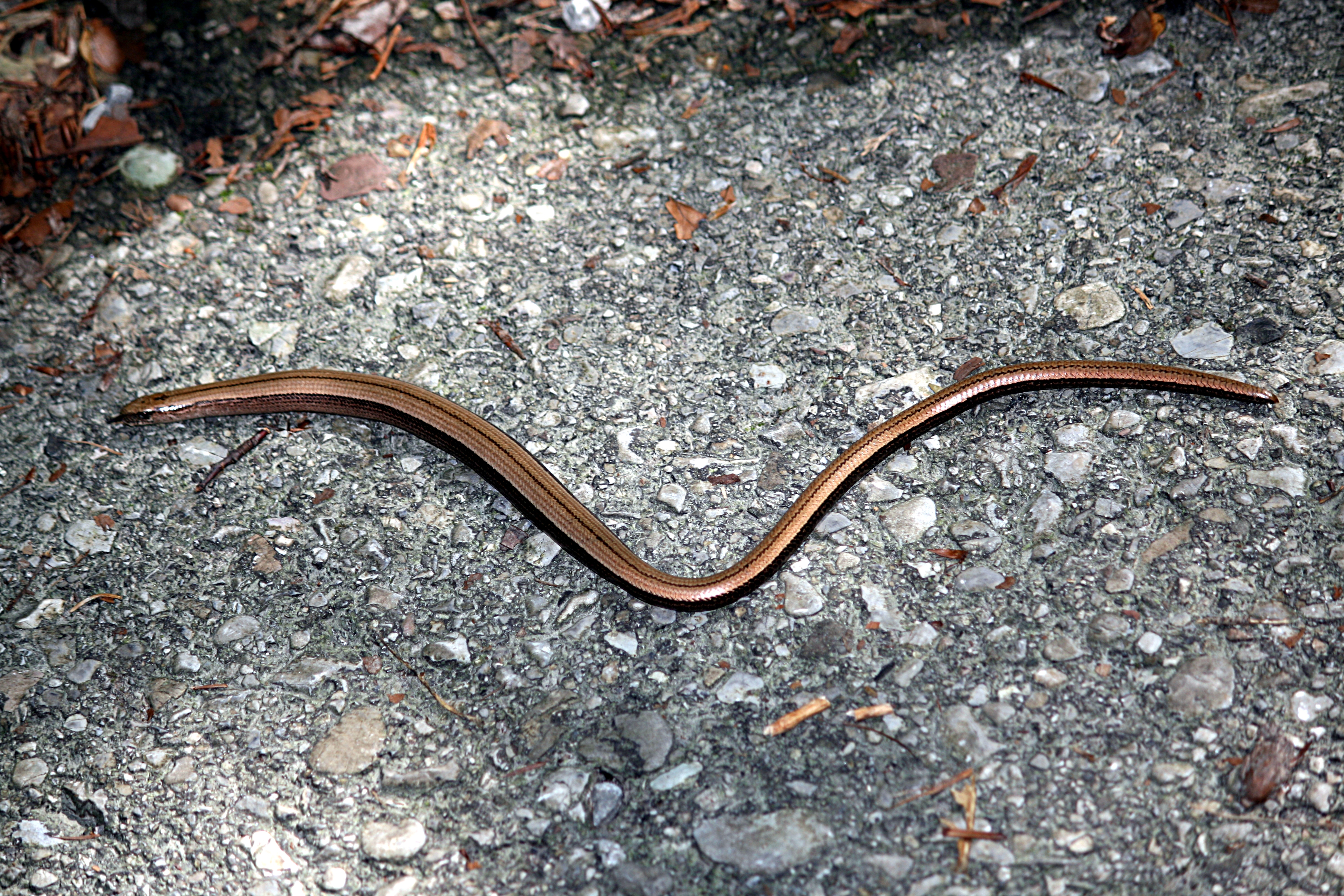
Padalec przed odrzuceniem ogona

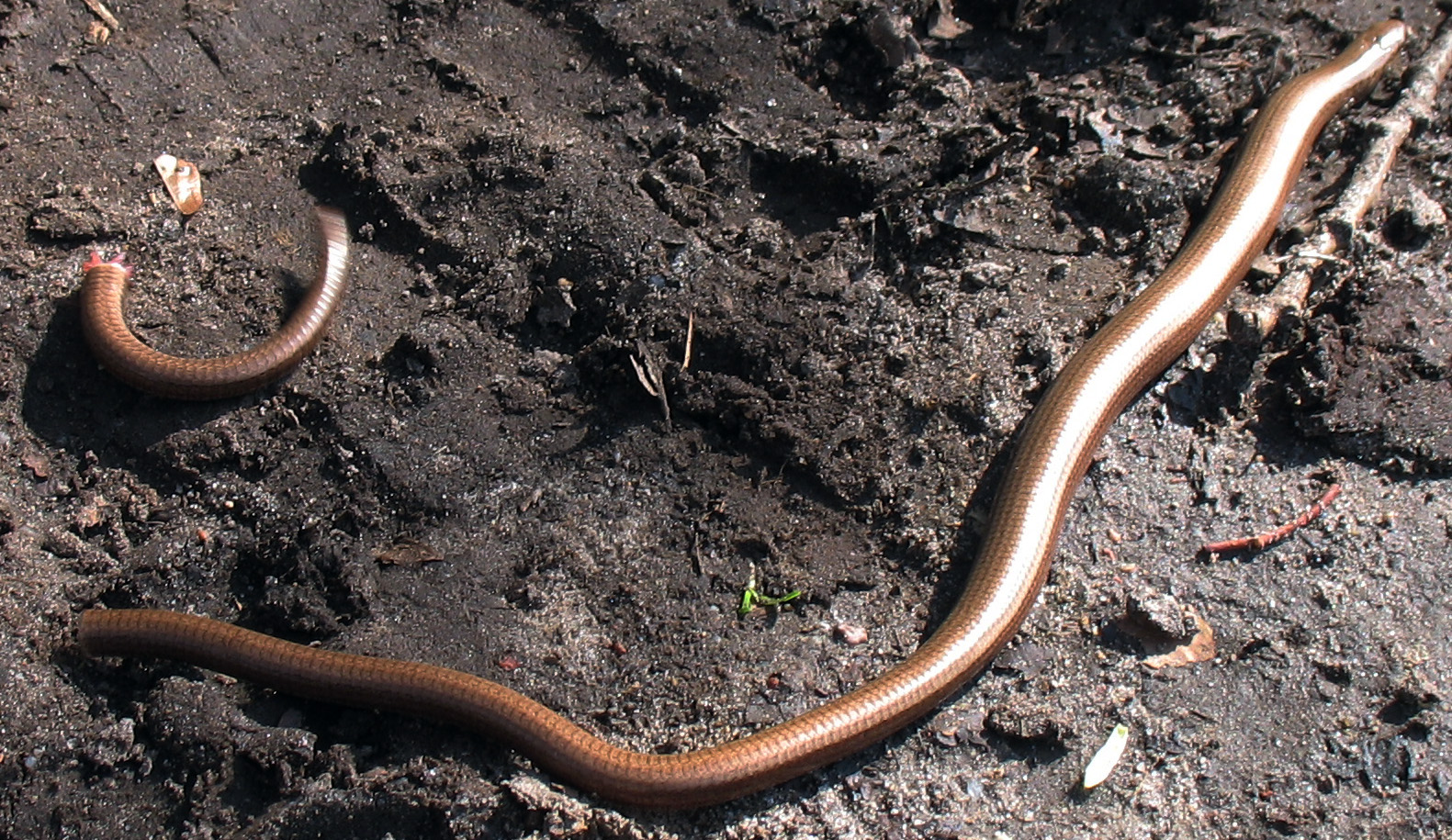
Padalec po odrzuceniu ogona

Padalec zwyczajny (Anguis fragilis) – gatunek beznogiej jaszczurki z rodziny padalcowatych (Anguidae). Zasięg występowania obejmuje większą część Europy, sięgając zachodniej Azji. Jego północna granica przebiega w Szwecji. Populacje z Alp cechują się przystosowaniami do górskiego klimatu.
Padalec z wyglądu przypomina węża z powodu uwstecznienia kończyn. Przyjmuje różnorodne ubarwienie, na grzbiecie spotyka się zwykle odcienie brązu, na brzuchu czerń u samic i żółtawy deseń u samców. Występuje kilka odmian barwnych, w tym turkusowa. Osobniki młode ubarwione są inaczej od dorosłych. Głowa i ogon są bardzo słabo wyodrębnione od tułowia.
Gad poluje głównie na ślimaki nagie i dżdżownice, nie jest zbyt szybki. Porusza się, wykonując wężowate ruchy ciała. Rozmnaża się wedle różnych autorów żyworodnie lub jajożyworodnie. Ciąża trwa 11–13 tygodni, następnie na świat przychodzi od 6 do 26 młodych.

## Ewolucja
Padalca uważa się za starą, trzeciorzędową jeszcze formę reliktową.
Przodkowie padalca zwyczajnego, w przeciwieństwie do dzisiejszych przedstawicieli tego gatunku, posiadali jak wiele innych jaszczurek cztery kończyny. Układ kostny współczesnego padalca zachowuje pozostałości pasa barkowego i pasa miednicznego. Również w rozwoju ontogenetycznym widać ślady kończyn: ich zawiązki tworzą się w zarodkach przebywających w ciele matki.

## Systematyka
Jeden z kladogramów z pracy Gvoždíka i współpracowników, badających mitochondrialny DNA i tRNA padalców:
|  | Anguis fragilis                                                   |
|  |                                                                   |
|  | \| \| Anguis colchica \| \| \| \| \| \| Anguis graeca \| \| \| \| |
|  |                                                                   |
|  | Anguis colchica                                                   |
|  |                                                                   |
|  | Anguis graeca                                                     |
|  |                                                                   |

|  | Anguis colchica |
|  |                 |
|  | Anguis graeca   |
|  |                 |

|  | Anguis fragilis                                                   |
|  |                                                                   |
|  | \| \| Anguis colchica \| \| \| \| \| \| Anguis graeca \| \| \| \| |
|  |                                                                   |
|  | Anguis colchica                                                   |
|  |                                                                   |
|  | Anguis graeca                                                     |
|  |                                                                   |

|  | Anguis colchica |
|  |                 |
|  | Anguis graeca   |
|  |                 |

Kladogramy tworzone przez tych samych naukowców innymi metodami wykazywały pewne różnice. Obejmują choćby klad tworzony przez A. fragilis i A. colchica czy też A. fragilis i A. cephallonica.
Padalec zwyczajny Anguis fragilis wedle dawniejszej klasyfikacji był jedynym gatunkiem monotypowego rodzaju Anguis. W 2012 IUCN wyróżnia też takie gatunki, jak grecki Anguis cephallonica (opisany jako A. fragilis peloponnesiacus) czy meksykański Anguis incomptus (niektóre źródła nie podają takiego gatunku; gatunek ten został zaliczony do rodzaju Anguis przez Sergio Terán-Juáreza, 2008 przy przyjęciu przez autora założenia, że rodzaj Anguis jest starszym synonimem rodzaju Ophisaurus – inni autorzy utrzymują jednak te dwa rodzaje jako odrębne).
W obrębie gatunku tradycyjnie wyróżnia się 2 podgatunki:
- A. fragilis fragilis (zachodni)
- A. f. colchica (Nordmann, 1840) (wschodni)

Jednakże wykonane w 2010 przez Gvoždíka i współpracowników badania genetyczne podważyły te poglądy. Różnice znalezione przez nich w DNA mitochondrialnym w obrębie kladu nazwanego przez nich Anguis fragilis sensu lato okazały się porównywalne z istniejącymi pomiędzy padalcem zwyczajnym a gatunkiem A. cephallonica. Sugeruje to, że poszczególne klady wchodzące w skład A. fragilis sensu lato zasługują na miano odrębnych gatunków. Jeszcze bardziej zaskakujące okazały się badania składu aminokwasowego zbadanego białka, wykazujące większe podobieństwo jednego z rozpatrywanych kladów w obrębie A. fragilis sensu lato z A. cephallonica, niż z pozostałymi grupami w obrębie A. fragilis sensu lato.
Badacze ci proponują wyróżnienie następujących gatunków:
- Anguis fragilis Linnaeus, 1758; lokalizacja typowa: Szwecja, zamieszkuje też Półwysep Iberyjski, Wyspy Brytyjskie, Europę Środkową, sięgając Węgier, Słowenię, południowy wschód Półwyspu Apenińskiego, południowo-wschodnie Bałkany (Rumunia, Bułgaria), północno-wschodnią Grecję, Skandynawię, sięgając Norwegii
- Anguis colchica (Nordmann, 1840),; lokalizacja typowa: Kaukaz Północny i Megrelia na zachodzie Gruzji, zamieszkuje Karpaty, region bałtycki i kaspijski (Litwa, północny wschód Polski, bardziej na południe wschodnie Czechy, Słowacja, w końcu Rumunia), Kaukaz (Rosja), sięga północnego wschodu Turcji
- Anguis graeca Bedriaga, 1881; lokalizacja typowa: Parnas w Grecji, zamieszkuje południe Półwyspu Bałkańskiego (Grecja, Albania, zachodnia Serbia, południowa Czarnogóra). Na północy Peloponezu spotyka się z A. cephallonica.

Wszystkie trzy nowo wyróżnione gatunki spotykają się prawdopodobnie na północnych Bałkanach.
Wspomniany rodzaj zalicza się z kolei również jako jedyny lub jako jedyny prócz rodzaju Ophisaurus do podrodziny Anguinae. Nowsze dane (z 2010) uznają za jego grupę siostrzaną rodzaj Pseudopus. Podrodzina Anguinae znajduje się w obrębie rodziny padalcowatych Anguidae w obrębie nadrodziny Anguoidea oraz infrarzędu Anguinomorpha.

## Budowa ciała

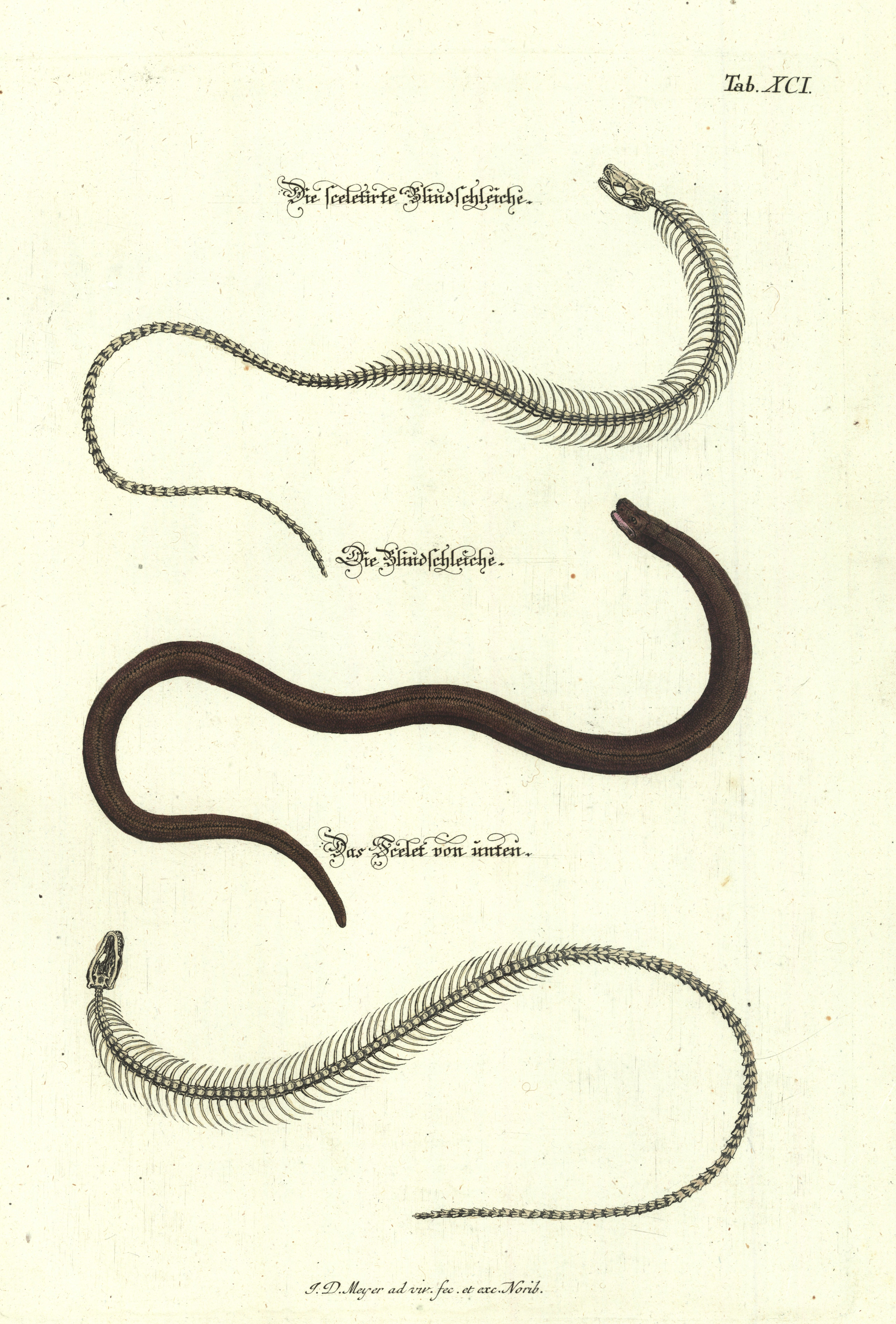
Padalec zwyczajny, miedzioryt kolorowany (Johann Daniel Meyer, 1748)

Padalec zwyczajny nie należy do dużych jaszczurek: wedle różnych źródeł mierzy zwykle 40–45 cm, osiąga jednak długość 50 cm, 45 cm lub też w zależności od płci samice 50 cm, samce zaś tylko 40 cm. Dwie trzecie tej wartości zajmuje ogon.
Na pierwszy rzut oka jaszczurka ta przypomina węża, nie posiada bowiem widocznych kończyn.

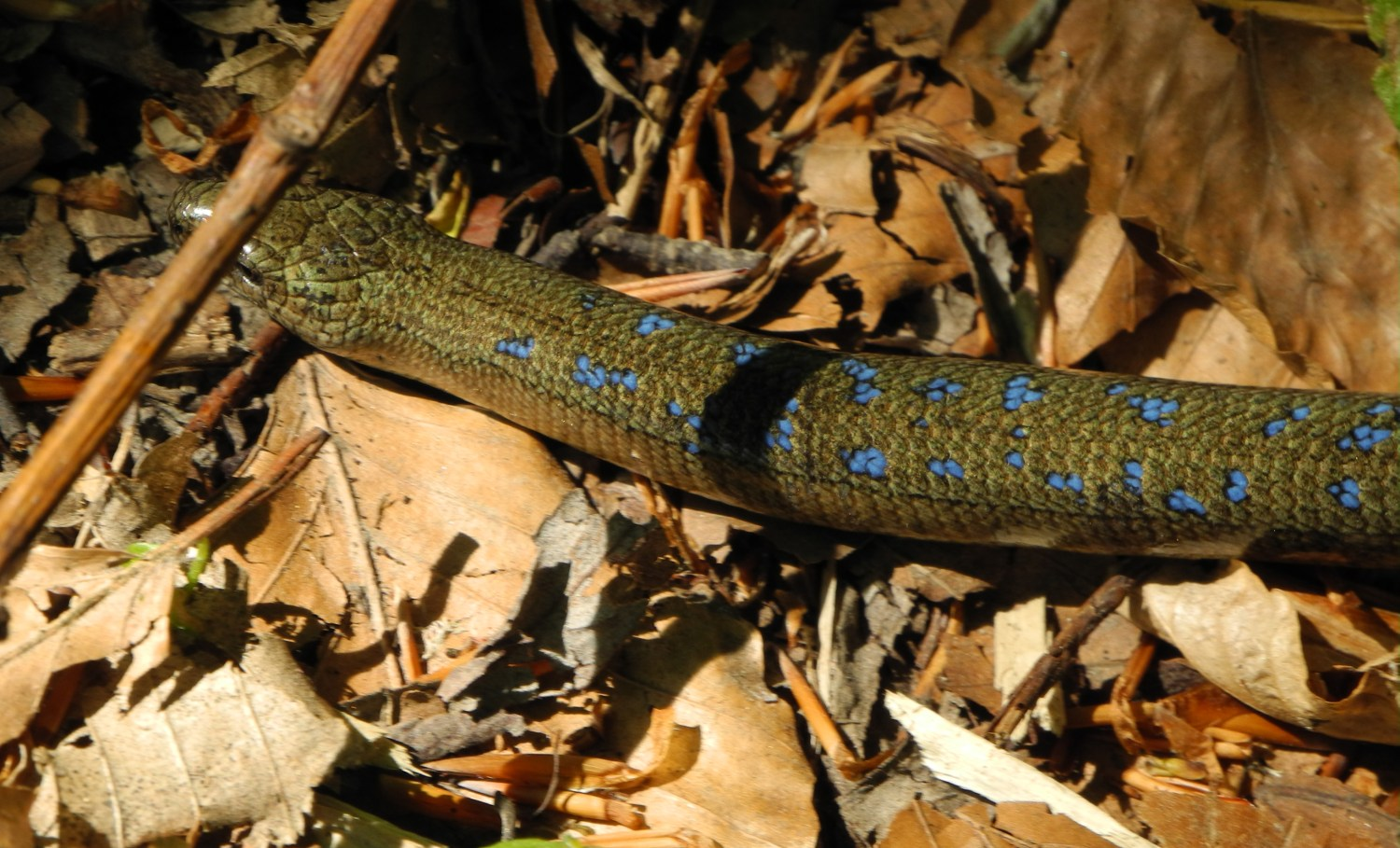
Padalec turkusowy

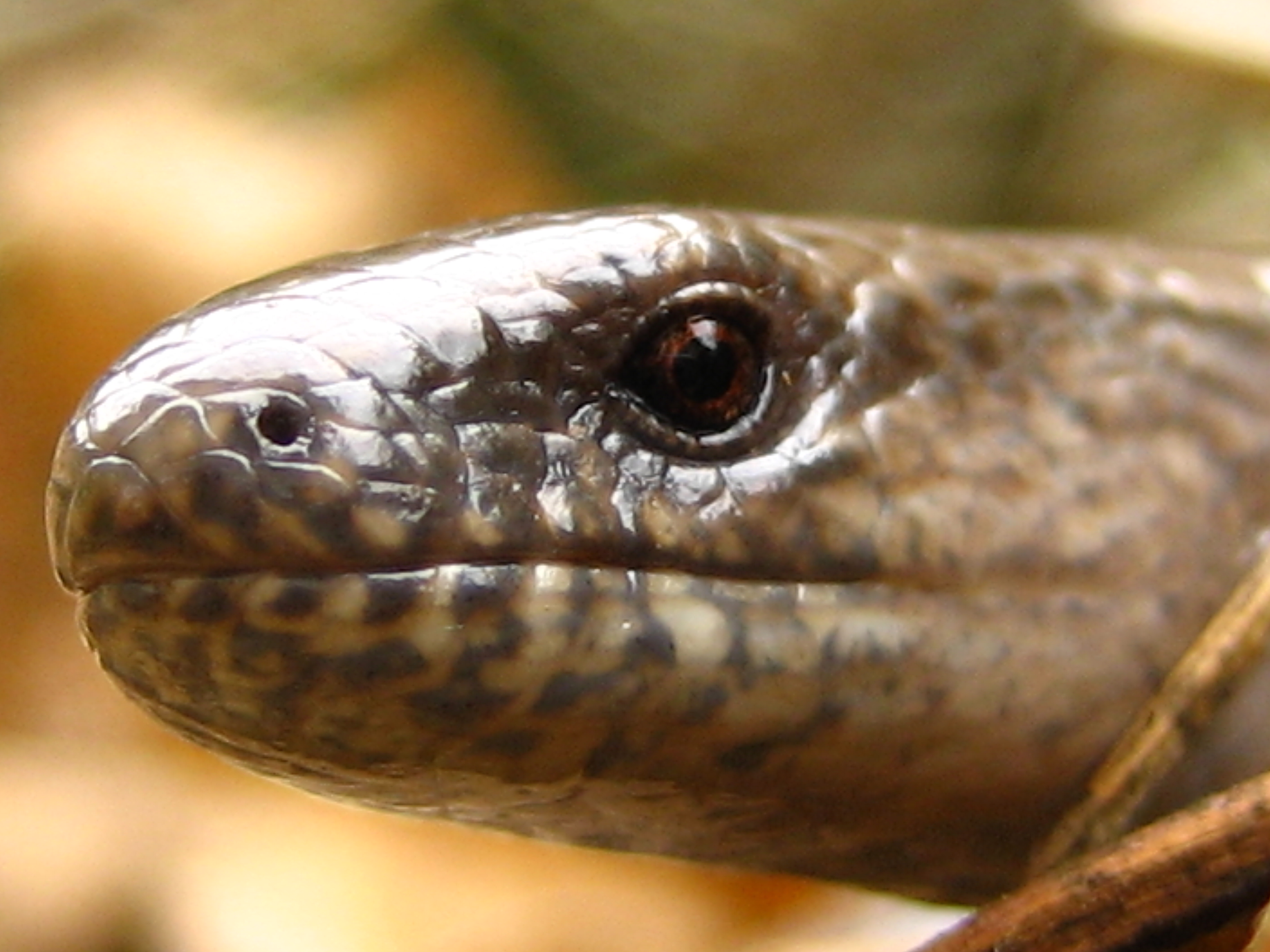
Głowa

Zwierzę ubarwione jest szarobrązowo, brunatnobrązowo bądź szaro czy też rdzawo. Grzbiet określa się jako barwy brązu czy miedzi, jasnoszary bądź ciemnoszary, ołowianoszary, żółtawy czy miedziany. U części osobników ubarwiony jest jednolicie, u innych zdobią do podłużne ciemne linie w liczbie 2, 3 lub też 5. Mogą je tworzyć połączone lub oddzielone od siebie plamki lub kreski. Mogą też występować inne ciemne kreski. Nieraz obserwuje się również plamki koloru niebieskiego. Z kolei spodnia strona ciała stanowi przykład dymorfizmu płciowego. Przyjmuje barwy od ciemnoszarej do szaroniebieskiej. U samic osiąga barwy czarną, czarnoszarą, łupkowoszarą, zachowując jednolite ubarwienie. W przypadku samców brzuszną stronę ciała pokrywa deseń obejmujący niebieskawoszary wzór na żółtawym tle lub żółte piętna na tle łupkowoszarym. Barwą wyróżniają się również osobniki młode: są jasnoszare, ich wierzch jest jasnozłoty lub srebrny, zdobiony podłużną ciemną linią rozpoczynającą się od zdobiącej głowę plamy w kształcie kropli i ciągnącą się aż do końca ogona, a boki i brzuch są ciemne, brązowoczarne, stalowoszare lub czarne.
Tak więc choć najczęściej spotyka się osobniki brunatne, występują liczne odmiany barwne. Marian Młynarski wymienia spośród nich odmianę turkusową, którą uznaje za najpiękniejszą. Odmiana ta spotykana jest szczególnie na wschodzie Europy, w Niemczech już stanowi rzadkość. Charakteryzuje się ona obecnością wspomnianych już plamek koloru jasnoniebieskiego bądź ciemnoniebieskiego, sprawiających wrażenie delikatnych, rozmieszczonych z różną gęstością na grzbiecie padalca. Częściej widuje się ubarwione w ten sposób samce. Często występuje połysk określany jako metaliczny bądź szklisty. Jaszczurka zawdzięcza to temu, że jej ciało pokrywają drobne, owalne, gładkie łuseczki, ściśle przylegające do siebie, a nawet zachodzące na siebie dachówkowato, ułożone regularnie. U padalcowatych podpierają je leżące w skórze kostne płytki.
Kształt ciała zwierzęcia czyni go podobnym do węży. Jest ono silnie wydłużone i walcowate. Bardzo mała, krótka głowa, określana jako jaszczurkowata, słabo odgranicza się od tułowia (przewężenie szyjne nie występuje). Od przodu kończy się ona lekko zaokrąglonym, tępym pyskiem. Ruchome, a nawet ruchliwe, nieprzezroczyste powieki odróżniają padalca od węży, podobnie jak obecność otworów usznych. Niewielkie oczy mają ciemne źrenice i czerwonawożółte tęczówki. Głowę pokrywają wyraźne, jak u wszystkich padalcowatych, choć nieduże, symetrycznie rozlokowane, gładkie tarczki o regularnym układzie.
Kończyny zachowały się jedynie w formie szczątkowej.
Długi ogon lekko zaokrągla się i kończy niewielkim kolczastym wyrostkiem zbudowanym z substancji rogowej. Jedynie u ciężarnej samicy wyraźnie odgranicza się od reszty ciała. Cechują go znaczna kruchość i łamliwość. Padalec dysponuje możliwością odrzucenia go w razie zagrożenia. W takiej sytuacji ogon odrasta.

## Fizjologia

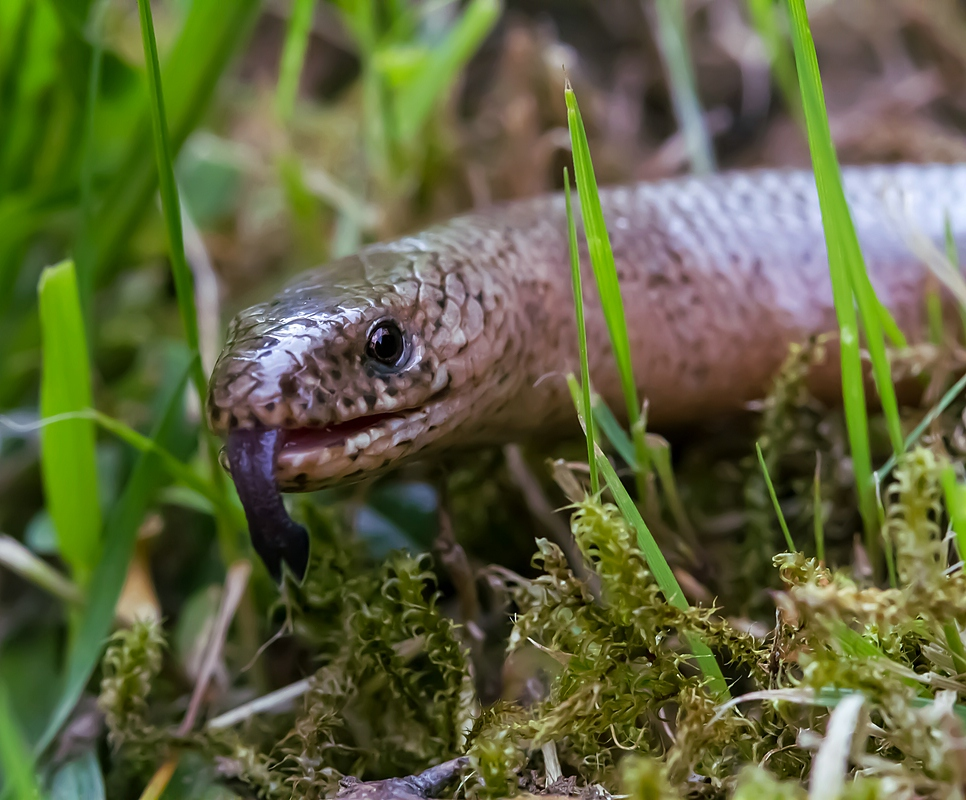
Padalec wysuwający język

Padalec wykonuje wężowate ruchy ciała. Porusza się niezbyt zwinnie i dość wolno, co ogranicza zbiór jego potencjalnych ofiar do zwierząt niezdolnych do szybkiej ucieczki. Gad najpierw obserwuje zdobycz z bliska, by chwycić ją niewielkimi, spiczastymi zębami skierowanymi do wnętrza jamy gębowej. Również połykanie ofiary zajmuje padalcowi dużo czasu, od 10 minut do kwadransa. Następnie usuwa śluz i zanieczyszczenia z pyska, ocierając głowę o podłoże.
W razie zagrożenia padalec potrafi odrzucić ogon, zarówno cały, jak tylko jego część. Dzięki temu zwierzę może ujść przed niebezpieczeństwem. Stracona część ciała odrasta, zazwyczaj jednak nie osiąga pierwotnej wielkości, różni się też kształtem.
Przypominający z wyglądu węża padalec linieje w inny sposób. Gad pozbywa się wierzchniej warstwy skóry w formie zwiniętego pierścienia, zsuwając ją przez ogon. Taka zwinięta forma jest mało widoczna, toteż wynikają z tego trudności z odnalezieniem wylinki. U młodych osobników linienie zdarza się 3–4 razy w roku.
Jaszczurka ta cechuje się słabym wzrokiem. Nie rozróżnia barw, nawet odcienie szarości rozróżnia słabo. Zmysły smaku i dotyku odbiera między innymi za pomocą wysuniętego języka, podobnie, jak robią to węże. Występują jednak pewne różnice między padalcem a wężami: wysuwający się język jest u tej jaszczurki lekko otwarty, a nie zamknięty, jak u węży.
Jego krew zawiera od 466000 do 1615000 erytrocytów na mm³, przy czym u samców wartości te są większe, niż u samic. Zależą one również od pory roku. Liczba leukocytów (równa u samców i samic) zawiera się w przedziale 1000–5000 na mm³, wykazując jednak znaczne różnice pomiędzy zimą, kiedy jest największa, i latem, gdy jest mniejsza. Nie stwierdzono takiej zmienności u innych gadów. Wzór odsetkowy jest następujący:
- limfocyty 10–77%
- monocyt 0–3%
- eozynofile 3–67%
- bazofile 0–28%
- neutrofile 4–62%

Prawdopodobnie liczba leukocytów poszczególnych rodzajów również wykazuje zmienność w zależności od pory roku. Jednakże w przypadku neutrofili wysoka zmienność międzyosobnicza uniemożliwia przeprowadzenie badań potwierdzających tę tezę.

## Tryb życia
W Europie Środkowej padalce są aktywne od lutego do października, a potem zapadają w sen zimowy. W Polsce przebudzenie ze snu zimowego odbywa się w marcu albo w kwietniu. W maju przychodzi pora na sezon rozrodczy. W październiku rozpoczyna sen zimowy, przy czym może zimować wspólnie z innymi jaszczurkami (jaszczurka żyworodna), wężami (żmija zygzakowata), płazami (salamandra czarna, salamandra plamista). W dogodnym schronieniu może zimować razem nawet 100 padalców. Na miejsce gromadnego zimowania wybierane są miejsca chroniące gady przed zimnem. Zaliczają się tutaj nory, zwłaszcza wykonane przez gryzonie, jamy pomiędzy korzeniami drzew, szczeliny skalne, wnętrza pryzm kompostowych. Padalec potrafi też samodzielnie wykopać sobie jamę, sięgającą nie głębiej niż 1 m. Gad często zamyka ją, używając do tego ziemi i mchów.
Główny okres jego aktywności przypada na zmierzch i początek nocy. Niekiedy spotyka się go jednak za dnia, wygrzewającego się na nasłonecznionych polanach, zwłaszcza wcześnie rano przy ciepłej pogodzie. Gad opuszcza również schronienie po deszczu, jeśli opad był ciepły. Głód może wywabić go na zewnątrz również inną porą dnia. Kiedy indziej przebywa w swej kryjówce, leżącej pod kamieniami, spróchniałymi pniami drzew czy innym drewnem.
Przemieszcza się zręcznie wśród roślinności, korzeni, spróchniałego drewna.

### Cykl życiowy
Zauropsydy te kopulują w niedługim czasie po przebudzeniu się ze snu zimowego. Przed kopulacją samiec chwyta swą wybrankę za kark, a następnie skręca swe wsunięte pod samicę ciało, dążąc do zetknięcia się kloak. Dysponuje on parzystym narządem rozrodczym, nazywanym hemipenisem. Wsuwa wtedy jedną z jego części do steku samicy.
Napotyka się różne informacje na temat cyklu życiowego zwierzęcia. Wedle części źródeł padalec wykazuje żyworodność, a na świat przychodzi do 25 młodych. Inne podają, jakoby był jajożyworodny. Zgodnie z nimi samica odbywa ciążę trwającą około trzech miesięcy. Gdzie indziej można znaleźć bardziej precyzyjne dane 11–13 tygodni. Jej dokładna długość wykazuje zależność od temperatury ciała ciężarnej samicy.
Zaobserwowano różnice w zachowaniu samic ciężarnych i nieciężarnych. Te pierwsze nagrzewały swe ciało, bezpośrednio wystawiając się na promieniowanie słoneczne. Nieciężarne natomiast zajmowały miejsca pod nagrzanymi przez słońce obiektami. Przekłada się to na temperaturę ciała jaszczurek, wynoszącą odpowiednio 27,04 i 25,28 °C (średnia temperatura ciała) oraz 22,2–31,0 °C i 20,0–28,1 °C (przedziały wartości). Jednakże i tak ciężarne osiągają temperatury niższe, niż w przypadku jaszczurek aktywnych za dnia. Widać też, że samice nie będące w ciąży cechują się większą różnorodnością w tym zakresie. Autorzy podanych wyników sądzą, że przekłada się to na większe zagrożenie noszących w sobie potomstwo samic ze strony drapieżników, co zwiększa koszty rozrodu. Dodatkowo, chociaż wygrzewająca się samica będzie w stanie osiągnąć większą prędkość, liczba młodych w miocie negatywnie koreluje z jej zdolnościami lokomocyjnymi.
Poród odbywa się w zazwyczaj w lipcu i sierpniu, choć może zajść również we wrześniu, a nawet jeszcze później. Po ciąży matka wydaje na świat w kilkuminutowych odstępach od 8 do 12 młodych (rzadko do 26), jeszcze w osłonkach jajowych. W Alpach we Włoszech mioty liczą od 6 do 13 młodych, średnio 9,13. Młode wydostają się z osłonek jajowych, rozrywając je lub przewiercając się przez nie w trakcie porodu lub też niedługo po nim.
Potomstwo liczy sobie od 33 do 35 mm, choć spotyka się również dane mówiące o 70–90 mm. We włoskich Alpach nie znaleziono korelacji pomiędzy ich długością a długością matki, podobnie jak w przypadku żmii zygzakowatej z tych samych okolic. Taki sposób rozrodu spotyka się bowiem często u węży klimatu umiarkowanego, stanowi on natomiast rzadkość u rozmnażających się zwykle co najmniej raz do roku jaszczurek. Prócz padalca wyjątek stanowią tutaj Eumeces okadae i szyszkowiec olbrzymi. Postulowano wpływ dostępu pożywienia na rozwinięcie się takich strategii, jednakże istnienie znacznych odrębności w tym zakresie pomiędzy jaszczurkami a wężami przeczy tezie. Nie wydaje się, by sposób odżywiania się padalca miał duży wpływ na jego rozród. Sądzi się raczej, że konwergencja pomiędzy padalcem zwyczajnym i żmiją zygzakowatą powstała na skutek specyficznego klimatu alpejskiego.
Na wspomnianym terenie notuje się dwuroczny cykl życiowy (miot co 2 lata), tylko 53,6% złapanych samic było w ciąży. Cykl taki rozwinęło wiele węży. Wymienić tu można choćby gatunki sympatryczne: żmiję zygzakowatą i gniewosza plamistego.
Dojrzałość płciową gady te osiągają w wieku 4 lat, mierząc wtedy około 25 cm. Długość życia zwierzęcia w niewoli wynosi 28 lat, a wedle niektórych źródeł nawet 54. Są to wartości większe, niż typowe dla innych jaszczurek tej samej wielkości.

## Rozmieszczenie geograficzne
Zasięg występowania padalca zwyczajnego obejmuje prawie cały kontynent europejski. Na północy sięga Finlandii i Szwecji środkowej. Granica jego zasięgu występowania przebiega na 67° N, podobnie jak w przypadku żmii zygzakowatej. Jedynym europejskim gadem sięgającym dalej na północ jest jaszczurka żyworodna, osiągająca aż 70°N. Na terenach wysuniętych tak daleko na północ zwierzę radzi sobie prawdopodobnie dzięki swej żyworodności. W Europie nie występuje jedynie na północy Skandynawii, w Irlandii i na południu Hiszpanii, a wedle innych danych także na Krymie i wyspach Morza Śródziemnego. Wschodnie granice jego zasięgu wychodzą poza obręb Europy – po Kaukaz i Azję Mniejszą (Zakaukazie, Iran). Istnieją stwierdzenia tego gatunku z Algierii, Maroka, Tunezji i Izraela, jednak wydaja się one wątpliwe.
Jest to jedyny przedstawiciel rodziny padalcowatych reprezentujący faunę Polski (występuje na całym obszarze kraju) i wedle dawniejszej systematyki jeden z dwóch członków Anguinae w Europie, obok znacznie większego żółtopuzika, a obecnie także wyróżnianego Anguis cephalonnica w Grecji(nie biorąc pod uwagę postulowanego wyodrębnienia dwóch kolejnych gatunków).
W południowej Anglii podejmowano próby przenoszenia osobników na nowe tereny. W ciągu dwóch lat obserwacji liczebność przeniesionych osobników zmniejszała się. Spotykane gady były też w gorszej kondycji niż padalce z pobliskiej populacji. Nie stwierdzono udanego rozrodu.
W całej Europie Środkowej zwierzę występuje pospolicie.
W Polsce jest liczny, choć bywał tępiony, brano go bowiem za jadowitą żmiję zygzakowatą.

## Ekologia

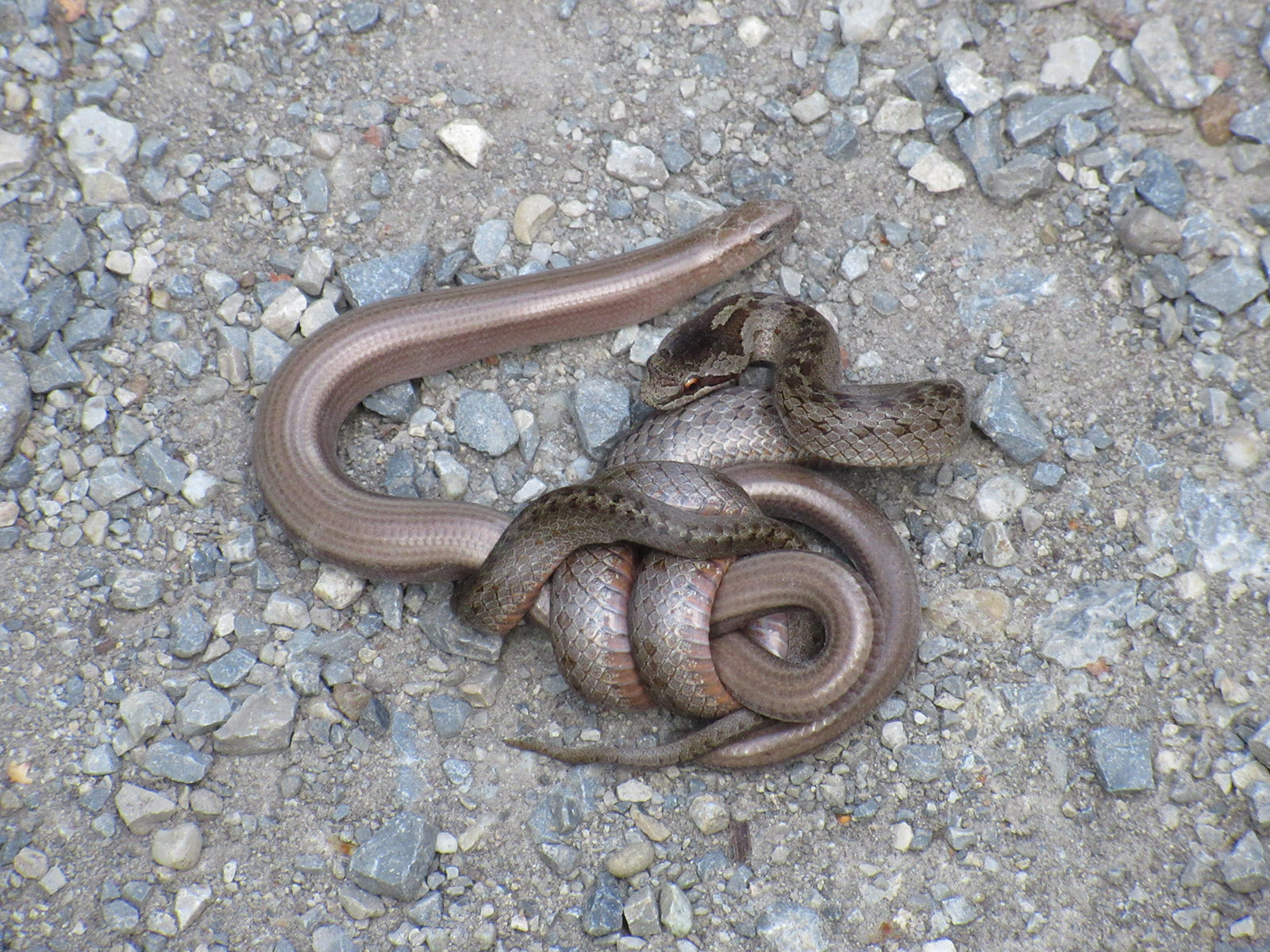
Padalec zaatakowany przez węża, gniewosza plamistego

Czas żerowania przypada u padalca zwyczajnego o zmroku i wcześnie rano, choć może opuścić kryjówkę również inną porą dnia. Je dość często, wybierając niewielką zwierzynę. Do zdobyczy tej jaszczurki należą głównie dżdżownice, ślimaki nagie, a także owady, zwłaszcza mało ruchliwe (także w stadium larwalnym), wije, pająki, pareczniki. Swoją ofiarę przytrzymuje za pomocą niewielkich, ale ostrych i zakrzywionych zębów, przypominających te spotykane u węży.
Sposób poruszania się tego gada określa się jako powolny i niezdarny. Wobec powyższego często pada on ofiarą drapieżników. Zaliczają się do nich lisy, jeże, gniewosz plamisty, ptaki, jak bociany, czaple, kruk, ptaki drapieżne i domowe, dziki i świnie, łasicowate. Osobniki młode stanowią również pokarm młodych owadożernych, jak ryjówkowate, jak również ropuch, jak ropucha szara, a także drozdów i młodych żmij zygzakowatych.
Prócz drapieżników padalca nękają także pasożyty. Badania przeprowadzone w Bieszczadach na 44 osobnikach wykryły obecność pasożytów z 7 taksonów:
- Entomelas entomelas
- Paraentomelas dujardini
- Oxysomatium brevicaudatum
- Oswaldocruzia filiformis
- Brachylaime sp.
- Mesocestoides sp.
- larwy Protostrongylidae

### Siedlisko
Siedlisko tego zauropsyda stanowią słoneczne polany, skraje lasów, widne lasy lub inne tereny o silnym zadrzewieniu, zwłaszcza lasy liściaste o bogatym piętrze podszytu, obfitującymi w mchy, paprocie, próchniejące drewno, kamienie, łąki, zwłaszcza wilgotne, torfowiska, wrzosowiska, miedze, remizy śródpolne, parki, ogrody, przydroża, bytuje on w zaroślach i na żywopłotach, wśród gęstej trawy czy butwiejących pni drzew, pod płaskimi kamieniami, kłodami drzewa, deskami. Zagrzebuje się w ściółce i mchu. W ściółce potrafi drążyć korytarze. Wedle jednych źródeł nie przepada za silnym nasłonecznieniem, zgodnie z innymi występuje na terenach od nasłonecznionych do półcienistych, wilgotnych, porosłych krzewami i z bogatym runem. Preferuje podłoże bogate w kryjówki, pełne splątanej roślinności.
W górach osiąga regiel dolny, w Tatrach docierając aż do granicy kosodrzewiny. W Alpach występuje do wysokości 2000 m n.p.m., na Bałkanach 1500–1800 m, choć niektóre doniesienia podają 2400 m. W Polsce osiąga jedynie 1100 m, do takiej wysokości spotyka się go w Tatrach i na Babiej Górze, mimo że inne źródła podają jego obecność w Europie Środkowej tylko do 1000 m. W północnej części swego europejskiego zasięgu występowania zamieszkuje jedynie tereny równinne.

## Zagrożenia i ochrona
W Polsce gatunek podlega od 8 października 2014 roku częściowej ochronie gatunkowej. Wcześniej na mocy rozporządzeń Ministra Środowiska z 2004 r. i 2011 r. w sprawie ochrony gatunkowej zwierząt objęty był ochroną ścisłą.